# プラチュワップキーリーカン県

プラチュワップキーリーカン県
จังหวัดประจวบคีรีขันธ์

- この項目は英語版を元に作成されています。

プラチュワップキーリーカン県（プラチュワップキーリーカンけん、タイ語: จังหวัดประจวบคีรีขันธ์ ）はタイ王国・中部の県（チャンワット）の一つ。ペッチャブリー県、チュムポーン県と接し、ミャンマーとの国境を有する。略してプラチュワップと呼ばれる（以下そのように表記）。日本の報道ではプラチュアプキリカン県との表記も見られる。

## 地理
プラチュワップはマレー半島の北部にあり、タイの県の中でも格別に狭くなっている。特に県庁所在地の南部においてはタイランド湾からミャンマー国境までは、13kmしかなく、面積は群馬県とほぼ同じ。
タイランド湾側の海岸は砂浜が広がっている。そこで、ラーマ7世はここにクライカンウォン宮殿という離宮を建造した。その後、特に隣のペッチャブリー県の一部地域を含めたチャアム＝フワヒンを中心に海岸が開発されレジャーが発達した。一方で海岸から険しい山までの距離が短く、1,494メートルもあるルワン山がある。
県内には1966年に設置されたカオ・サームローイヨート海洋国立公園があり、タイで最大の淡水湿原を有する。また、公園内にはマングローブ林や泥地帯もある。

### 気候
ケッペンの気候区分ではサバナ気候に区分される。乾季は12月～4月であり、日照に恵まれ高温となる時期である。5月～11月は雨季で、タイ国内では雨季の降水量が少ないほうであり、曇りや雨の日は多いものの降水量は多くならない。雨季の終わりである10月～11月前半は降水量が多くなる。
| プラチュワップキーリーカン(1981–2010)の気候                                                     | プラチュワップキーリーカン(1981–2010)の気候 | プラチュワップキーリーカン(1981–2010)の気候 | プラチュワップキーリーカン(1981–2010)の気候 | プラチュワップキーリーカン(1981–2010)の気候 | プラチュワップキーリーカン(1981–2010)の気候 | プラチュワップキーリーカン(1981–2010)の気候 | プラチュワップキーリーカン(1981–2010)の気候 | プラチュワップキーリーカン(1981–2010)の気候 | プラチュワップキーリーカン(1981–2010)の気候 | プラチュワップキーリーカン(1981–2010)の気候 | プラチュワップキーリーカン(1981–2010)の気候 | プラチュワップキーリーカン(1981–2010)の気候 | プラチュワップキーリーカン(1981–2010)の気候 |
| 月                                                                                              | 1月                                         | 2月                                         | 3月                                         | 4月                                         | 5月                                         | 6月                                         | 7月                                         | 8月                                         | 9月                                         | 10月                                        | 11月                                        | 12月                                        | 年                                          |
| ----------------------------------------------------------------------------------------------- | ------------------------------------------- | ------------------------------------------- | ------------------------------------------- | ------------------------------------------- | ------------------------------------------- | ------------------------------------------- | ------------------------------------------- | ------------------------------------------- | ------------------------------------------- | ------------------------------------------- | ------------------------------------------- | ------------------------------------------- | ------------------------------------------- |
| 最高気温記録 °C （°F）                                                                          | 35.5 (95.9)                                 | 37.8 (100)                                  | 38.8 (101.8)                                | 40.0 (104)                                  | 39.5 (103.1)                                | 38.7 (101.7)                                | 38.0 (100.4)                                | 37.3 (99.1)                                 | 37.3 (99.1)                                 | 37.0 (98.6)                                 | 36.2 (97.2)                                 | 36.0 (96.8)                                 | 40.0 (104)                                  |
| 平均最高気温 °C （°F）                                                                          | 30.8 (87.4)                                 | 31.6 (88.9)                                 | 32.5 (90.5)                                 | 34.0 (93.2)                                 | 33.5 (92.3)                                 | 32.8 (91)                                   | 32.5 (90.5)                                 | 32.1 (89.8)                                 | 32.3 (90.1)                                 | 31.3 (88.3)                                 | 30.9 (87.6)                                 | 30.4 (86.7)                                 | 32.1 (89.8)                                 |
| 日平均気温 °C （°F）                                                                            | 25.4 (77.7)                                 | 26.6 (79.9)                                 | 27.9 (82.2)                                 | 29.2 (84.6)                                 | 28.9 (84)                                   | 28.4 (83.1)                                 | 28.0 (82.4)                                 | 27.8 (82)                                   | 27.7 (81.9)                                 | 27.1 (80.8)                                 | 26.6 (79.9)                                 | 25.5 (77.9)                                 | 27.4 (81.3)                                 |
| 平均最低気温 °C （°F）                                                                          | 20.6 (69.1)                                 | 21.7 (71.1)                                 | 23.4 (74.1)                                 | 25.0 (77)                                   | 25.3 (77.5)                                 | 25.3 (77.5)                                 | 24.9 (76.8)                                 | 25.0 (77)                                   | 24.6 (76.3)                                 | 23.8 (74.8)                                 | 23.0 (73.4)                                 | 21.2 (70.2)                                 | 23.7 (74.7)                                 |
| 最低気温記録 °C （°F）                                                                          | 13.3 (55.9)                                 | 15.2 (59.4)                                 | 16.9 (62.4)                                 | 21.6 (70.9)                                 | 22.4 (72.3)                                 | 20.9 (69.6)                                 | 21.6 (70.9)                                 | 22.0 (71.6)                                 | 20.7 (69.3)                                 | 17.9 (64.2)                                 | 16.7 (62.1)                                 | 12.8 (55)                                   | 12.8 (55)                                   |
| 雨量 mm （inch）                                                                                | 24.4 (0.961)                                | 21.8 (0.858)                                | 71.8 (2.827)                                | 55.5 (2.185)                                | 126.9 (4.996)                               | 86.2 (3.394)                                | 109.3 (4.303)                               | 99.1 (3.902)                                | 99.5 (3.917)                                | 227.8 (8.969)                               | 154.5 (6.083)                               | 15.0 (0.591)                                | 1,091.8 (42.984)                            |
| 平均降雨日数                                                                                    | 2.8                                         | 4.9                                         | 4.7                                         | 5.2                                         | 13.5                                        | 15.9                                        | 16.5                                        | 17.7                                        | 15.6                                        | 16.9                                        | 7.5                                         | 2.0                                         | 121.2                                       |
| % 湿度                                                                                          | 75                                          | 77                                          | 77                                          | 76                                          | 77                                          | 76                                          | 77                                          | 77                                          | 78                                          | 82                                          | 75                                          | 70                                          | 76                                          |
| 平均月間日照時間                                                                                | 229.4                                       | 214.7                                       | 201.5                                       | 201.0                                       | 155.0                                       | 114.0                                       | 117.8                                       | 114.7                                       | 108.0                                       | 145.7                                       | 171.0                                       | 229.4                                       | 2,002.2                                     |
| 平均日照時間                                                                                    | 7.4                                         | 7.6                                         | 6.5                                         | 6.7                                         | 5.0                                         | 3.8                                         | 3.8                                         | 3.7                                         | 3.6                                         | 4.7                                         | 5.7                                         | 7.4                                         | 5.5                                         |
| 出典1：Thai Meteorological Department                                                           |                                             |                                             |                                             |                                             |                                             |                                             |                                             |                                             |                                             |                                             |                                             |                                             |                                             |
| 出典2：Office of Water Management and Hydrology, Royal Irrigation Department (sun and humidity) |                                             |                                             |                                             |                                             |                                             |                                             |                                             |                                             |                                             |                                             |                                             |                                             |                                             |

## 歴史
1767年にアユタヤ王朝が滅んだ後、プラチュワプは置き去りにされてきたが、1845年に再建設が始まった。
ラーマ2世により現在のムアンプラチュワップキーリーカン郡にムアンバーンナーンロム (เมืองบางนางรม) という町が建設された。しかし、土地があまり豊かでなかったため、ムアンクイ（เมืองกุย, 現・クイブリー郡）に移転した。その後ラーマ4世（モンクット）はタイランド湾の反対側に位置するムアンパーチャンタキーリーケート（現・カンボジア領ココン）を意識して、ムアンバーンナーンロムをムアンプラチュワップキーリーカン（プラチュワップキーリーカン県）と改称した。
ラーマ4世（モンクット王）は独学で学んだ天文学によって日食の場所・時刻を発見し、1868年9月18日にここを訪れ、予測通り観測できたといわれる。しかし、観測場所に選んだサームローイヨート付近はマラリアのはびこる地帯であったため、ラーマ4世もこれに伝染し、2週間後崩御したという。
1894年、ラーマ5世（チュラーロンコーン）はプラチュワップキーリーカン県をペッチャブリー県の管轄下に置いた。その後1898年ラーマ5世はクイブリー県の県庁をプラチュワップ湾に移転し、その後の1906年プラーンブリー県、カムヌートノッパクン県、プラチュワップキーリーカン県を統合し、プラーン県とし、モントン・ラーチャブリーの管轄下に置いた。1915年8月16日ラーマ6世（ワチラーウット）は地名の混乱を避けるため再び、プラチュワップにプラチュワップキーリーカン県という名前を付けた。
また、旧日本軍が1941年12月8日に太平洋戦争時に上陸したのもプラチュワップである。
2022年12月18日、同県より約40km南の海域にてコルベット艦のスコータイが転覆・沈没した。

## 県章

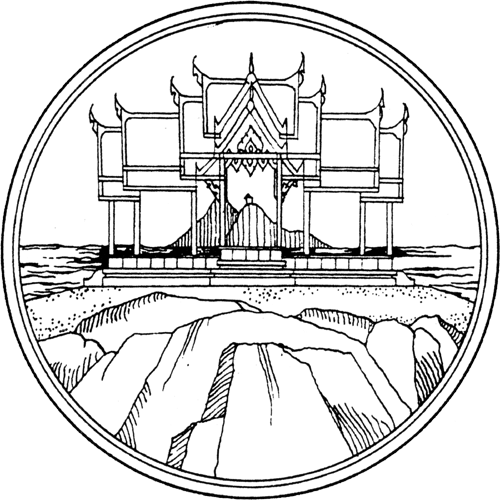
県章

ラーマ5世がサームローイヨート副郡のカオ・サームローイヨート海洋国立公園、プラヤーナコーン洞窟に建てたクーハーカルハット宮殿（休息所）がデザインされている。
県木・県花は Manilkara hexandra である。

## 隣接する県
- チュムポーン県
- タニンダーリ地方域
- ペッチャブリー県

## 行政区
プラチュワプキーリーカーン県は8の郡（アムプー）に分かれ、その下位に48の町（タムボン）と、388の村（ムーバーン）がある。

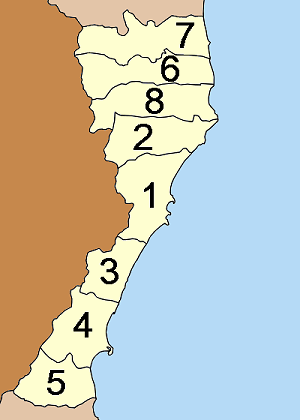
プラチュワップ県の郡

1. ムアンプラチュワップキーリーカン郡
2. クイブリー郡（タイ語版）
3. タップサケー郡（タイ語版）
4. バーンサパーン郡（タイ語版）
5. バーンサパーンノーイ郡
6. プラーンブリー郡（タイ語版）
7. フワヒン郡
8. サームローイヨート郡